# Ludwika Adelajda de Bourbon-Condé
Ludwika Adelajda de Bourbon-Condé, fr. Louise-Adélaïde de Bourbon, Mademoiselle de Condé (ur. 5 października 1757 w Chantilly, zm. 10 marca 1824 w Paryżu) – francuska księżniczka i zakonnica, przeorysza benedyktynek sakramentek.

## Życiorys
Była córką Ludwika V Józefa, księcia de Condé i księżnej Charlotty de Rohan-Soubise. 
Ludwika straciła matkę w wieku dwóch lat. Wychowywała się w klasztorze w Beaumont-lès-Tours (1762–1769) i w opactwie Penthemont w Paryżu (1770-1782).

### Na emigracji
Po wybuchu rewolucji we Francji 17 lipca 1789 Ludwika uciekła do Brukseli w towarzystwie swojego ojca, brata i siostrzeńca, a stamtąd do Turynu, gdzie przebywała do stycznia 1791. Potem wraz z ojcem (który od początku starał się o utworzenie armii emigrantów) przeniosła się do Worms i Villingen. Tam rozłączyła się z ojcem, który poszedł na wojnę ze swoją armią w marcu 1793  i udała się do Fryburga, a stamtąd znowu do Turynu i została tam postulantką w 1795 w zakonie klarysek kapucynek, ale ten zakon nie spełniał jej duchowych oczekiwań i pod koniec marca następnego roku opuściła klasztor. W Wiedniu złożyła prywatne śluby ubóstwa, czystości i posłuszeństwa, a we wrześniu 1797 wstąpiła do klasztoru trapistek w Sembrancher jako nowicjuszka. Trzy miesiące później wypędzono ją ze Szwajcarii jako francuską imigrantkę i Ludwika wraz z grupą trapistek udała się w drogę do Rosji, gdzie przebywał jej ojciec. Po drodze zatrzymała się w klasztorze w Orszy, a potem w Nieświeżu. 

#### Pobyt w Warszawie
Po rocznym tam pobycie wyjechała do Warszawy w czerwcu 1801 za zgodą króla pruskiego. Od września 1801 przebywała tam w klasztorze benedyktynek sakramentek na Nowym Mieście jako nowicjuszka. 21 września 1802 44-letnia Ludwika złożyła tam śluby wieczyste i objęła obowiązki mistrzyni pensji jako siostra Maria Józefa od Miłosierdzia Bożego. Jednak znowu zakon nie spełnił jej oczekiwań i na jej prośbę 24 września 1803 papież pozwolił jej być zakonnicą poza klasztorem, udzielając jej dyspensy od obowiązków klasztornych. Rosnąca potęga Napoleona sprawiła, że Ludwika postanowiła opuścić Warszawę i przenieść się do bezpieczniejszej Anglii, aby zamieszkać tam z ojcem i bratem. Przybyła tam 1 lipca 1805 i mieszkała w Anglii prawie 10 lat, aż do abdykacji Napoleona w 1814. 

### Powrót do Francji
Benedyktynki sakramentki z Paryża zaproponowały, aby została ich przełożoną. 3 grudnia 1816 objęła funkcję przeoryszy podparyskiego klasztoru Saint-Louis-du-Temple w Vauhallan. Sformułowała wiele zasad życia w klasztorze, zadbała o budowę kościoła klasztornego oraz bezpieczeństwo finansowe klasztoru. Od 1802 do swojej śmierci opiekowała się polską ubogą szlachcianką Eleonorą Julianną Dąbrowską (po ślubie znaną jako markiza Eléonore de Saint-Chamans, 1795–1874). Zmarła w wieku 66 lat.